# James Hutton
James Hutton, född 3 juni (14 juni enl. n.s.) 1726 i Edinburgh, död där 26 mars 1797, var en brittisk (skotsk) geolog.
Hutton ägnade sig i början åt medicin och blev medicine doktor vid universitetet i Leiden 1749. Han bosatte sig 1768 i Edinburgh och övergick därefter till mineralogisk och geologisk forskning. Hutton företog forskningsresor i Storbritannien. 
Hutton utgav 1785 Theory of the Earth, med undertiteln an Investigation of the Laws Observable in the Composition, Dissolution and Restoration of Land upon the Globe (ungefär: en undersökning av de lagar som kan iakttas i markens sammansättning, upplösning och återställande på jordklotet). Genom att i detta verk beskriva de grundläggande processerna för bland annat jordskorpans och bergarternas bildande och omgestaltningar lade han grunden till modern geologi. Han var den främste företrädaren för plutonismen, aktualismen och kom därigenom i en bitter strid med neptunisterna med Abraham Gottlob Werner i spetsen.

## Eftermäle
Nedslagskratern Hutton på månen och nedslagskratern Hutton på planeten Mars är uppkallad efter honom.
Även asteroiden 6130 Hutton är uppkallad efter honom.